# هيو نيويل جاكوبسن
هيو نيويل جاكوبسن (بالإنجليزية: Hugh Newell Jacobsen)‏ هو مهندس معماري أمريكي، ولد في 1929 في غراند رابيدز في الولايات المتحدة.